# Robert Slimbach
Robert Slimbach est un dessinateur de caractères américain né en 1956 à Evanston (Illinois, États-Unis) qui a grandi en Californie du Sud. 

## Biographie
Après ses études il a développé un intérêt dans la conception graphique et la police de caractères en dirigeant un magasin d’impressions d’affiches industrielles et des cartes de vœux. Ce travail l'a mis en contact avec la firme Autologic où il travailla comme designer à partir de 1983. Plus tard il suivit une formation de calligraphe complémentaire à sa formation de graphiste.
Ensuite il devient indépendant pendant deux ans et avec son collègue Sumner Stone il développe les deux fontes ITC Slimbach et ITC Giovanni pour la fonderie ITC (International Typeface Corporation) à New York.
En 1987 il rejoint Adobe. Depuis, il a été impliqué dans le développement de nouvelles polices pour les programmes d'Adobe. À la demande d’Adobe, Slimbach est notamment allé au musée Plantin-Moretus à Anvers, étudier l'original Garamond (caractère romain créé par Claude Garamont et devenu un standard à partir de la fin du XVIe siècle, il fut ensuite recherché dans toute l’Europe pendant près de deux siècles.) afin de servir de base pour la conception d'Adobe Garamond.
En 1992, il crée avec Carol Twombly la police Myriad, la première à utiliser la technologie Multiple Master qui permet d’adapter le texte à différentes formes, logos ou styles de mise en page sans déformer artificiellement les caractères.
Slimbach est maintenant basé chez Adobe à San José, en Californie. Il a reçu notamment le prix Charles-Peignot d'AtypI pour l'excellence dans la conception de police de caractère. En effet, les polices qu’il a créées sont parfaitement en adéquation avec l’air du temps et il est sans cesse en avance sur la mode.
Pour exemple, depuis 2002 Apple, qui doit en partie son succès et sa réputation à son sens du design, utilise une variante de Adobe Myriad pour ses supports marketing. Cette fonte est couramment associée au célèbre iPod, car beaucoup croient que c'est elle qui est utilisée dans les menus de l'iPod depuis la sortie des iPod à écrans couleurs. C'est pourtant une erreur, car bien qu'Apple ait annoncé lors du lancement de l'iPod photo l'utilisation de Myriad (les premières images promotionnelles confirmant Myriad comme police des menus), à sa sortie cette police fut mystérieusement remplacée par une imitation très proche nommée Podium sans. Depuis, le nom de Myriad n'est plus mentionné dans aucune des pages du site Apple.com, les moteurs de recherche en attestant. Le Web Archive Project a cependant archivé la page promotionnelle de l'iPod photo mentionnant la police Myriad.

## Caractères

Myriad

- Caflisch Script,
- Garamond Premier
- Cronos,
- Adobe Garamond,
- ITC Giovanni,
- Adobe Jenson,
- Kepler,
- Minion,
- Myriad,
- Poetica Chancery I, II, III, IV
- Sanvito,
- ITC Slimbach,
- Utopia,
- Warnock Pro
- Arno Pro
- Acumin